# Tiago Ribeiro
Tiago Manuel Fernandes Ribeiro (Zürich, 15 juni 1992) is een Zwitsers voetballer van Portugese afkomst die bij voorkeur als middenvelder speelt. In 2014 speelde hij in de Indian Super League bij Mumbai City FC waarna hij kortstondig onder contract stond in Noorwegen bij Os TF. Sinds 2015 speelt hij op amateurniveau in Zwitserland.

## Carrière
Ribeiro begon zijn carrière bij FC Vizela en maakte in 2012 de overstap naar SC Braga, waar hij niet voor de hoofdmacht speelde. Voor het tweede elftal speelde hij dertien wedstrijden. In 2013 vertrok hij naar Grasshoppers, maar speelde ook hier niet in het eerste team. Na één seizoen vertrok hij weer, ditmaal naar Mumbai City FC.
Op 12 oktober 2014 maakte hij in de verloren wedstrijd tegen Atlético de Kolkata zijn debuut voor Mumbai City. Zes dagen later gaf hij de assist op de 4–0 van André Moritz in de met 5–0 gewonnen wedstrijd tegen Pune City.